# Gianna Nannini
Gianna Nannini (Siena, 14 juni 1954) is een Italiaanse zangeres. Ze is de zus van de voormalig Formule-1 coureur Alessandro Nannini.

## Loopbaan
In 1979 had ze haar eerste hit met het lied America van het album California. Vijf jaar later werd haar album Puzzle een groot succes in Italië maar ook in West-Duitsland, Oostenrijk en Zwitserland. In 1986 had ze in diezelfde landen een grote hit met Bello e impossibile. Het verzamelalbum Maschi e altri ging in '87 één miljoen keer over de toonbank. Met het lied I maschi, gezongen met een opvallend rauwe stem, van dat album nam Nannini in 1987 deel aan het Wereldsongfestival, de zangeres kon niet winnen, maar had wel een immense hit, in heel Europa, maar niet in Nederland, waar ze overigens wel een concert heeft gegeven in Utrecht in 1988. Ook heeft ze in 1985 een optreden gegeven op het Parkpop in Den Haag.
In 1990 zong ze samen met Edoardo Bennato het lied Un'estate Italiana dat speciaal werd opgenomen voor het WK voetbal 1990 dat in Italië gehouden werd. De Italianen wonnen de wereldbeker niet maar toen ze dat in 2006 wel deden weerklonk het lied prompt in het Berlijnse stadion.
Het album Grazie werd in februari 2006 uitgegeven, het nummer Sei nell'anima werd een nummer 1-hit. Op 26 november 2010, op 56-jarige leeftijd, bevalt Nannini van een dochter, Penelope Jane Charlotte. Het album uit 2011, Io e Te, is aan haar dochter opgedragen. 

## Discografie

### Albums
| t/mr 1990 - Gianna Nannini (1976) - Una radura ... (1977) - California (1979) - G.N. (1981) - Latin Lover (1982) - Puzzle (1984) - Tutto live (1985, live) - Profumo (1986) - Maschi e altri (1987, compilatie) - Malafemmina (1988) - Scandalo (1990) | 1991-2007 - Giannissima (1991, live) - X forza e X amore (1993) - Dispetto (1995) - Bomboloni (1996, compilatie) - Cuore (1998) - Momo alla conquista del tempo (2001, soundtrack) - Aria (2002) - Perle (2004, compilatie) - Grazie (2006) - Pia come la canto io (2007) - GiannaBest (2007, compilatie) | na 2007 - Giannadream- Solo i sogni sono veri (2009) - Io e te (2011) - Io e te Live (2011, live) - Inno (2013) - Hitalia (2014, coveralbum) - Hitstory (2015, compilatie) - Hitstory touredition (2016) - Amore gigante (2017) - La differenza (2019) |

### Singles in de Vlaamse Ultratop 50
| Single met hitnotering(en) in de Vlaamse Ultratop 50 | Datum van verschijnen | Datum van binnenkomst | Hoogste positie | Aantal weken | Opmerkingen |
| ---------------------------------------------------- | --------------------- | --------------------- | --------------- | ------------ | ----------- |
| I maschi                                             | 31-10-1987            | 02-04-1988            | 9               | 10           |             |
| La differenza                                        | 15-11-2019            |                       |                 |              |             |